# Chrysocercops lithocarpiella
Chrysocercops lithocarpiella là một loài bướm đêm thuộc họ Gracillariidae. Nó được tìm thấy ở Malaysia (Pahang).
Sải cánh dài 4,4-5,4 mm.
Ấu trùng ăn Lithocarpus rassa. Chúng ăn lá nơi chúng làm tổ. 